# Paweł Łubieński
Paweł Łubieński hrabia herbu Pomian (ur. 2 stycznia 1817 we wsi Gole, zm. 29 lutego 1892 w Warszawie) – ziemianin, publicysta i działacz gospodarczy. 
W roku 1841 przejął fabrykę porcelany w Lubartowie, po swym stryju Henryku.
Członek Towarzystwa Rolniczego w Królestwie Polskim w 1858 roku.

## Rodzina
Syn hr. Piotra i Barbary Szymanowskiej, właścicielki majątku Gole i przyległych folwarków (Dorocin, Karolina, Baśin).
Ożeniony z kuzynką Teklą Anną z Łubieńskich (1825-1853); miał z nią sześcioro dzieci: Feliksa Karola (1845-1846), Włodzimierza Pawła (1846-1848), Piotra Józefa Franciszka (1847-1913), Józefa Henryka Piusa (1848-1913, ojca pisarza Henryka Józefa), Floriana (1850-1853) i Marię Pię Antoninę (1851-1889).
Z drugiego małżeństwa z inną kuzynką Marią Ludwiką Magdaleną z Łubieńskich miał następną szóstkę potomków: Florentynę (1850-1856), Teklę Barbarę (1858-1887), Tadeusza (1860-1918), Wacława Wincentego (ur. 1862), Tomasza (1865-1950) i Konstantego Ireneusza (1871-1871).